# Сергей Якирович
Сергей Якирович (на босненски Sergej Jakirović) e босненски футболист, национал, дефанзивен полузащитник.

## Биография
Роден на 23 декември 1976 г. в Мостар, Босна и Херцеговина. Играе в ЦСКА от лятото на 2005 г. до 2007 г. (32 мача 3 гола). Предишни отбори: Спартак Търнава, НК Пула, НК Истра, НК Коротан, НК Камен Инград, НК Загреб (Хърватска). Има хърватско гражданство. Женен.